# The Romance of Tarzan
The Romance of Tarzan è un film muto del 1918 diretto da Wilfred Lucas.
Il soggetto è liberamente ispirato al personaggio del famoso romanzo d'avventura Tarzan delle Scimmie di Edgar Rice Burroughs del 1912. Distribuito dalla First National Pictures, il film è andato perso.

## Trama
La pellicola illustrava le varie avventure di Tarzan, dalla sua scoperta avvenuta da parte del Professor Porter all'innamoramento con Jane, dalla lotta dell'uomo-scimmia con il cugino Clayton per il titolo nobiliare e l'eredità all'avventura finale di Tarzan in Cina per liberare Jane.

## Produzione
Sotto la supervisione di Isadore Bernstein, il film fu prodotto da William Parsons per la National Film Corporation of America. Le riprese furono effettuate nell'aprile e nel giugno 1918.

### Luoghi delle riprese
- Griffith Park - 4730 Crystal Springs Drive, Los Angeles, California, USA
- Modjeska Ranch, San Pedro, Los Angeles, California, USA
- Topanga Canyon, Woodland Hills, Los Angeles, California, USA

## Distribuzione
Distribuito dalla First National Exhibitors' Circuit, il film uscì nelle sale cinematografiche USA il 13 ottobre 1918.